# 柳比米夫卡 (莫洛昌斯克市鎮)
47°6′32″N 35°31′31″E / 47.10889°N 35.52528°E
柳比米夫卡（烏克蘭語：Любимівка）是位於烏克蘭東南部的村莊，由扎波羅熱州波洛希區的莫洛昌斯克市鎮負責管轄。該村始建於1945年，面積0.62平方公里，海拔高度26米，2001年人口181，人口密度每平方公里291.9人。